# Alex Meraz
Alejandro Meraz, detto Alex (Mesa, 10 gennaio 1985), è un attore, artista marziale e ballerino statunitense.

## Biografia
Meraz ha origini indigene messicane, più precisamente del popolo P'urhépecha. Ha frequentato la New School of the Arts grazie alla quale è diventato pittore e illustratore. Si diletta in diverse discipline come il ballo, contemporaneo e indigeno, il Taekwondo, la Capoeira e il Karate. Ha vinto diversi tornei di Capoeira.

## Carriera
Nel 2005 debutta nel mondo cinematografico recitando in The New World - Il nuovo mondo interpretando un powhatan (guerriero indigeno). Dopo questo ruolo si appassiona alla recitazione e tenta di entrare nel cast del film Apocalypto ma senza successo. Nel 2009 riesce ad acquisire grande visibilità interpretando il licantropo Paul in The Twilight Saga: New Moon.
Nel 2010 è apparso nella lista dei 55 volti del futuro di Nylon Magazine.

## Vita privata
È sposato con una ragazza di origine vietnamita di nome Kim, con la quale ha due figli di nome Somak, che significa "bello" nella lingua indigena quechua del Perù, e Talus Alexander.

## Filmografia

### Cinema
- The New World - Il nuovo mondo, regia di Terrence Malick (2005)
- Two Spirits - One Journey, regia di Chad Richman (2007)
- The Twilight Saga: New Moon, regia di Chris Weitz (2009)
- The Twilight Saga: Eclipse, regia di David Slade (2010)
- The Roommate - Il terrore ti dorme accanto, regia di Christian E. Christiansen (2011)
- Never Back Down - Combattimento letale (Never Back Down 2: The Beatdown), regia di Michael Jai White (2011)
- The Twilight Saga: Breaking Dawn - Parte 1, regia di Bill Condon (2011)
- On the Run, regia di Alberto Barboza (2012)
- 186 Dollars to Freedom, regia di Camilo Vila (2012)
- The Twilight Saga: Breaking Dawn - Parte 2, regia di Bill Condon (2012) - accreditato nei titoli di coda
- Bone Tomahawk, regia di S. Craig Zahler (2015)
- The Bronx Bull, regia di Martin Guigui (2016)
- Suicide Squad, regia di David Ayer (2016)
- Bright, regia di David Ayer (2017)

### Televisione
- Dancing with Spirit – serie TV, episodio 1x05 (2007)
- The American Experience - documentario (2009)
- Freedom Riders – serie TV (2009)
- CSI: New York – serie TV, episodio 7x19 (2011)
- Animal Kingdom – serie TV, episodio 2x7 (2017)
- The Walking Dead – serie TV, episodi 11x04-11x06-11x08 (2021)

## Doppiatori italiani
Nelle versioni in italiano delle opere in cui ha recitato, Alex Meraz è stato doppiato da:
- Edoardo Andreani in The Twilight Saga: New Moon, The Twilight Saga: Eclipse
- Corrado Conforti in CSI: NY
- Paolo Vivio in Never Back Down - Combattimento letale
- Alessio Cigliano in The Glades
- Stefano Macchi in Animal Kingdom